# Baie du Saint
La baie du Saint (en anglais : Saint's Bay), est une baie de l'île de Guernesey. Elle s'étend sur la côte sud de Guernesey, notamment le long de la paroisse de Saint-Martin.

## Géographie
La baie du Saint est située au sud de l'île. Elle s'étend dans une crique située à l'est de la pointe Icart. Elle prolonge à l'ouest la baie du Moulin Huet  et la pointe de Jerbourg.
La baie du Saint mesure environ cinq cents mètres de long sur 300 mètres de large. Elle est dominée par de hautes falaises qui la ceinturent d'est en ouest et qui culminent au Mont Durand situé plus à l'est.
En 1883, le peintre français Auguste Renoir séjourna dans l'île de Guernesey et peignit la baie du Moulin Huet depuis les hauteurs de la baie du Saint,.

## Histoire
Le nom de cette baie date de l'époque de l'archevêque de Rouen, Mauger, oncle de Guillaume le Conquérant, qui fut banni de l'archevêché normand en 1054 et trouva refuge sur l'île de Guernesey. Mais il se noya en débarquant dans cette baie qui fut nommé ainsi en son honneur.
Entre 1052 et 1054, l'archevêque Mauger se conduisit comme un prince rebelle. Peu après la défaite et le bannissement de son frère Guillaume de Talou, comte d'Arques, et la victoire du duc Guillaume à la bataille de Mortemer, Mauger est déposé au concile de Lisieux en mai 1055, en présence d'Hermenfroi, évêque de Sion et légat du pape. En effet, non seulement le duc Guillaume tient à affirmer son pouvoir et à éliminer ses opposants, en particulier les Richardides mais en plus, il fait entreprendre de nombreuses réformes concernant l'Église normande, s'opposant notamment à ce que les prêtres entretiennent ouvertement des concubines. Mauger, qualifié de débauché et d'ivrogne, accusé d'entretenir des concubines et de s'opposer constamment au pouvoir du duc, est condamné au ban avant d'être envoyé sur l'île de Guernesey, où il meurt noyé, alors qu'il est ivre.